# По Речке Ноля
По Речке Ноля (мар. Кырлян почиҥга) — посёлок в Мари-Турекском районе Республики Марий Эл. Входит в состав городского поселения Мари-Турек.

## География
Находится в восточной части республики Марий Эл на расстоянии приблизительно 3 км по прямой на юго-восток от районного центра посёлка Мари-Турек.

## История
Известен с 1859 года, когда здесь числилось 3 двора, в которых проживали 34 человека. В 1891 году в деревне насчитывалось 9 дворов, в 1905 году было 12 дворов, 88 жителей, а в 1923 году — 101. В 1970 году в деревне проживали 89 жителей. В 2000 году здесь было 22 двора. В советское время работали колхозы «Кирла», имени Чавайна, «За коммунизм», имени Мосолова и имени Ленина.

## Население
Население составляло 80 человек (мари 94 %) в 2002 году, 86 в 2010.